# القوات البريطانية في ألمانيا
القوات البريطانية في ألمانيا (BFG) الاسم العام للخدمات الثلاث للجيش البريطاني، المكونة من موظفي الخدمة، والموظفين المدنيين المعالين في المملكة المتحدة والمعالين (أفراد الأسرة) ، ومقرها في ألمانيا. تم تأسيسها لأول مرة بعد الحرب العالمية الثانية وأصبحت أكبر أجزاء منها معروفة باسم جيش الراين البريطاني (BAOR) و RAF Germany (RAFG).
كان أكبر تجمع للقوات المسلحة البريطانية المتمركزة بشكل دائم خارج المملكة المتحدة. مع نهاية الحرب الباردة ومراجعة خيارات الدفاع في أوائل التسعينيات، تم تقليص الحدود بين البوسنة والهرسك ككل بشكل كبير. منذ التسعينيات، كان الوجود البريطاني متمركزًا في الفرقة المدرعة الأولى والعناصر الداعمة.
بعد المراجعة الاستراتيجية للأمن والدفاع لعام 2010، سينتهي النشر الدائم بحلول عام 2020. اعتبارًا من 1 أبريل 2019، كان هناك 2850 جنديًا في ألمانيا، بانخفاض عن 19100 في أبريل 2010. ومع ذلك، سيبقى حوالي 185 من أفراد الجيش البريطاني و60 مدنياً من وزارة الدفاع في ألمانيا بعد عام 2020.
وسيُعرف الوجود المتبقي باسم الجيش البريطاني في ألمانيا.

## التاريخ
تم تأسيس القوات بعد الحرب العالمية الثانية، ونمت القوات خلال الحرب الباردة، التي تتكون من أوائل الثمانينات من الفيلق الأول (BR) المكونة من أربعة فرق؛ الفرقة المدرعة الأولى، الفرقة الثانية المدرعة، الفرقة الثالثة المدرعة والفرقة الرابعة المدرعة.

## حاضر

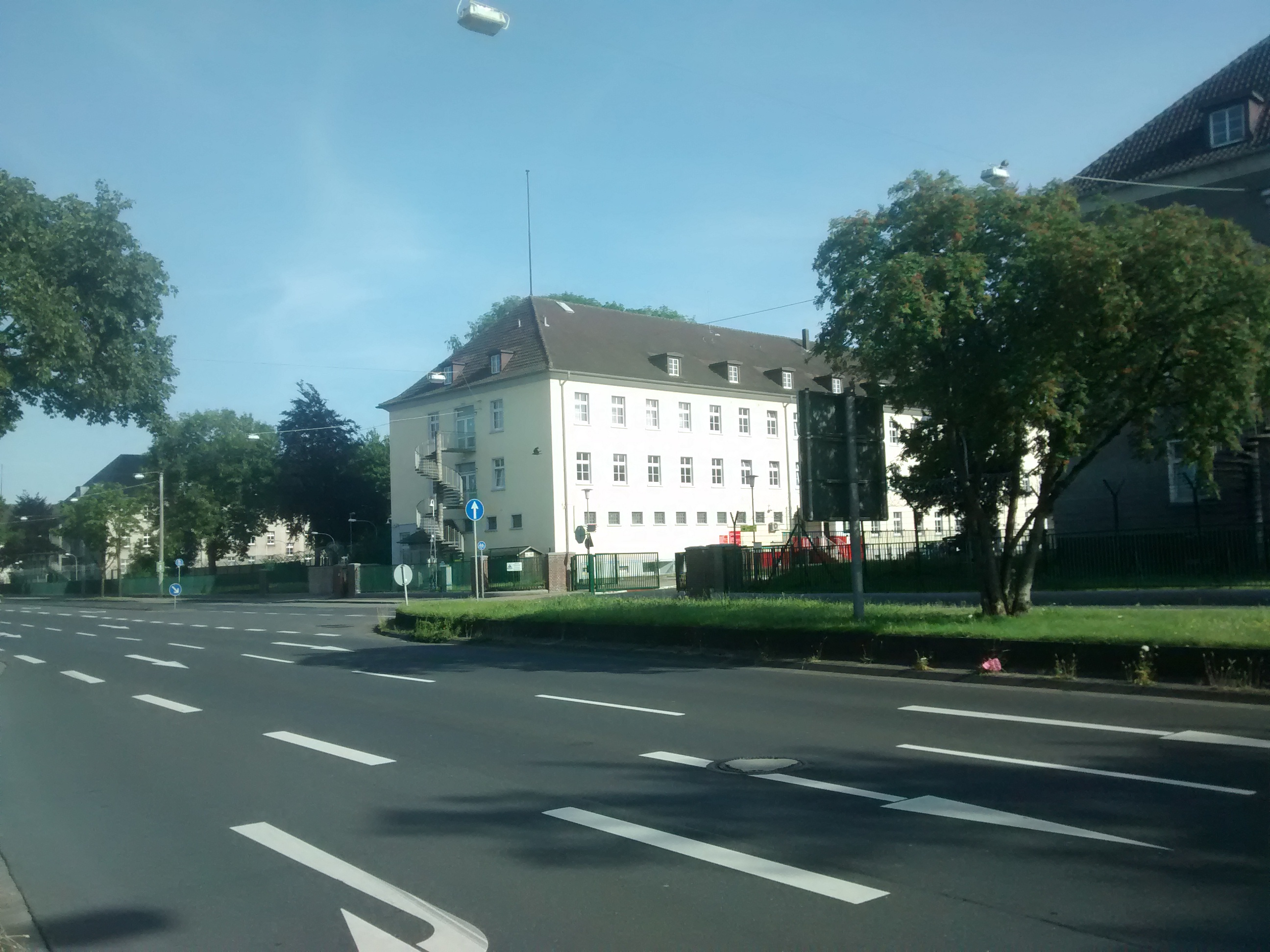
مقر بيليفيلد الرئيسي

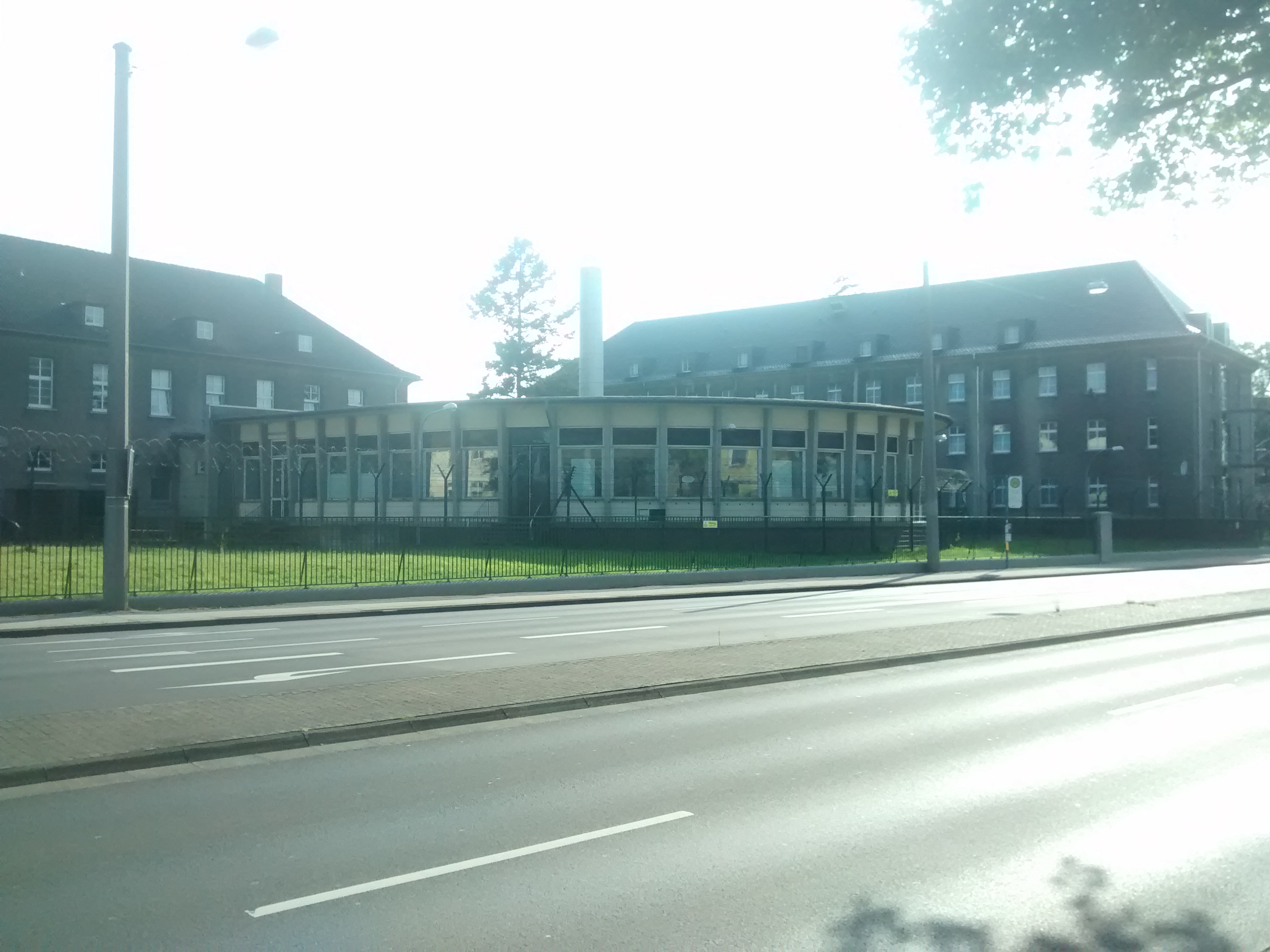
بيليفيلد المقر الرئيسي

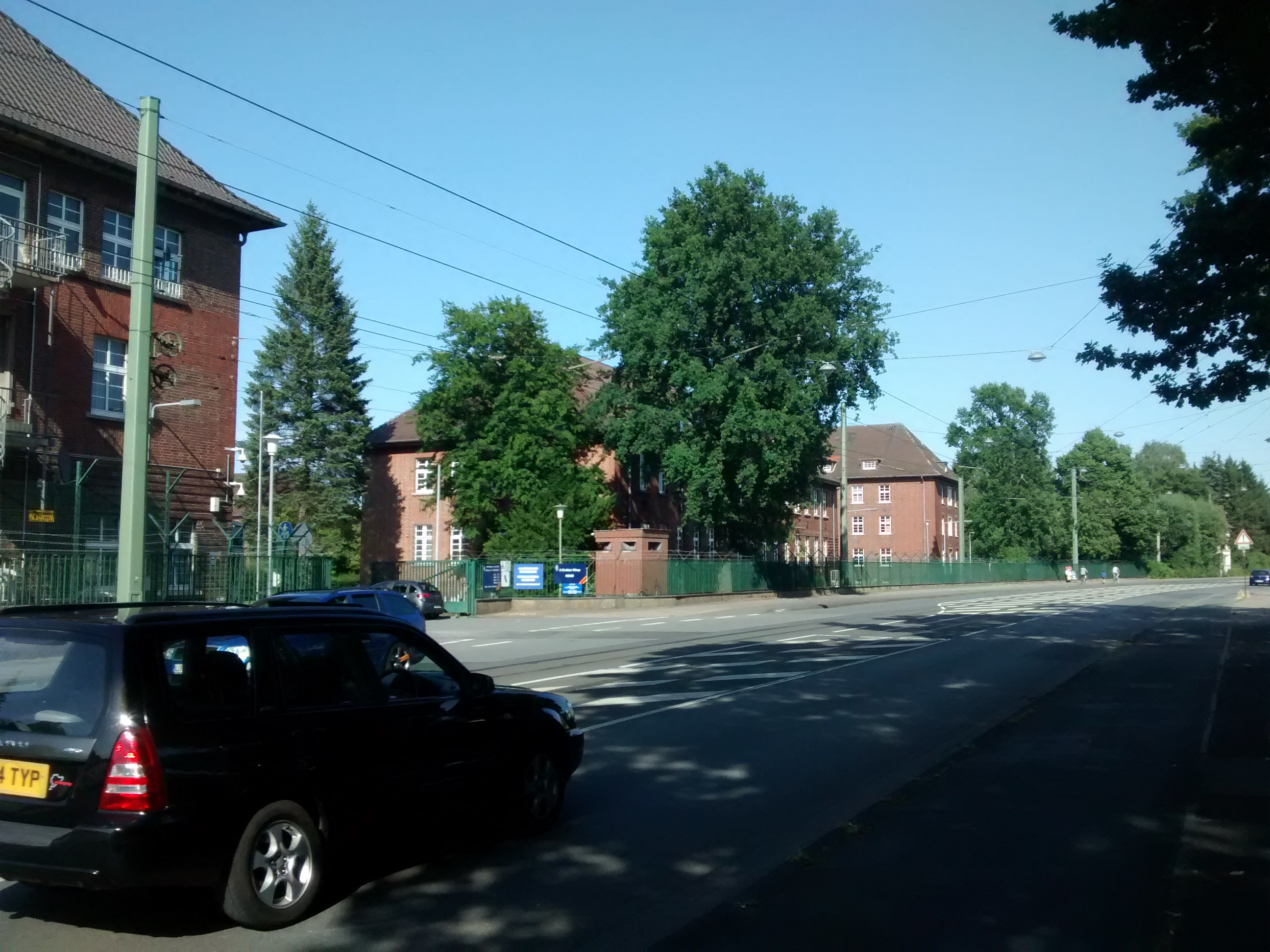
بيليفيلد بناء

تمركزت القوات البريطانية ألمانيا في شمال الراين وستفاليا. يقع المقر الرئيسي في بيليفيلد.

## جيش 2020
بموجب المراجعة الاستراتيجية للأمن والدفاع لعام 2010، سينتهي النشر الدائم بحلول عام 2019.

## روابط خارجية
- القوات البريطانية ألمانيا
- بي بي سي نيوز: الجيش لخفض القوات الألمانية ، 2006-07-24
- بي بي سي نيوز: من المحتلين والحماة للضيوف ، 2004-07-20
- القوات البريطانية في ألمانيا (موقع BFGNET)